# Norops loveridgei
Norops loveridgei är en ödleart som beskrevs av  Schmidt 1936. Norops loveridgei ingår i släktet Norops och familjen Polychrotidae. IUCN kategoriserar arten globalt som starkt hotad. Inga underarter finns listade i Catalogue of Life.